# Хојсерн
Хојсерн (њем. Häusern) општина је у њемачкој савезној држави Баден-Виртемберг. Једно је од 32 општинска средишта округа Валдсхут. Према процјени из 2010. у општини је живјело 1.295 становника. Посједује регионалну шифру (AGS) 8337045.

## Географски и демографски подаци
Хојсерн се налази у савезној држави Баден-Виртемберг у округу Валдсхут. Општина се налази на надморској висини од 889 метара. Површина општине износи 8,9 km². У самом мјесту је, према процјени из 2010. године, живјело 1.295 становника. Просјечна густина становништва износи 146 становника/km².

## Међународна сарадња
| Мјесто     | Држава     | Врста сарадње | Од    |
| ---------- | ---------- | ------------- | ----- |
|            | Швајцарска | партнерство   | 1961. |
|            | Швајцарска | партнерство   | 1946. |
| Санкт Паул | Аустрија   | пријатељство  | 1985. |
| Извор      |            |               |       |